# Contea di Pingyi
La contea di Pingyi (平邑县S, Píngyì XiànP) è una contea della Cina, situata nella provincia dello Shandong e amministrata dalla prefettura di Linyi.